# Cassata (televisieserie)
Cassata was een Nederlands comedyserie die uitgezonden werd van 12 oktober 1979 tot 24 november 1979 door de VARA.
Na het grote succes van de serie Ieder z'n deel werd aan Chiem van Houweninge en Alexander Pola gevraagd opnieuw een comedy te schrijven voor de VARA. De serie gaat over de Italiaanse ijssalonhouder Giuseppe (Ton van Duinhoven), zijn vrouw Lisa (Ina van Faassen) en hun dochter Marina (Cristel Braak). De serie heeft maar één seizoen gelopen, omdat de gesprekken over een tweede seizoen tussen de schrijvers en hoofdrolspeler Van Duinhoven spaak liepen. Van Houweninge en Pola ontwikkelden vervolgens een nieuwe serie, Zeg 'ns Aaa, die tot de langstlopende en populairste sitcoms zou gaan behoren.
De serie werd in maart 2012 op dvd uitgebracht.

## Rolverdeling
| Personage       | Acteur/actrice    |
| --------------- | ----------------- |
| Giuseppe Paparo | Ton van Duinhoven |
| Lisa Paparo     | Ina van Faassen   |
| Marina Paparo   | Cristel Braak     |
| Guusje Vink     | Marina de Graaf   |
| Kees            | Frits Lambrechts  |
| Mien            | Hetty Verhoogt    |

## Afleveringen
| Aflevering | Uitzenddatum     |
| ---------- | ---------------- |
| 1          | 12 oktober 1979  |
| 2          | 13 oktober 1979  |
| 3          | 20 oktober 1979  |
| 4          | 27 oktober 1979  |
| 5          | 3 november 1979  |
| 6          | 10 november 1979 |
| 7          | 17 november 1979 |
| 8          | 24 november 1979 |